# Kreillerstraße
Die Kreillerstraße ist eine Innerorts- und Ein- und Ausfallstraße in den Stadtbezirken Berg am Laim (Nr. 14) und Trudering-Riem (Nr. 15) von München.

## Verlauf
Die Straße beginnt in Fortsetzung der Berg-am-Laim-Straße an der Baumkirchner Straße und geht an der Bajuwarenstraße in Straßtrudering in die Wasserburger Landstraße über. Sie führt durch das Zentrum von Berg am Laim und trennt mit der Berg-am-Laim-Straße den nördlichen Ortsteil Baumkirchen von dem südlich gelegenen Ortsteil Josephsburg.

## Öffentlicher Verkehr
Auf der Straße besteht Straßenbahnverkehr (Linie 21) der Münchner Verkehrsgesellschaft (MVG) bis zur Sankt-Veit-Straße. Die U-Bahn verläuft mit dem U-Bahnhof Josephsburg und dem U-Bahnhof Kreillerstraße unter ihr.

## Namensgeber
Die Straße ist nach der Brauerei- und Grundbesitzerfamilie Kreiller aus Haidhausen benannt.

## Charakteristik
Die mit getrennten Richtungsfahrbahnen und einem eigenen Gleisbett für die Straßenbahn in der Straßenmitte ausgebaute Straße ist ein Teilstück der Bundesstraße 304, die weiter über Wasserburg am Inn in Richtung Salzburg führt. Die Straße verlief bis zu einer Änderung der Baulinien im Osten im Zug der heutigen Halfinger Straße in Richtung auf den Bahnhof Trudering. Ende der 1960er Jahre wurde die Straße durchgehend auf vier Spuren erweitert. Dadurch wurde der alte Ortskern an der Baumkirchner Straße sowohl optisch als auch verkehrstechnisch in zwei Hälften geteilt; historische Gebäude wie das alte Aumüllerhaus mussten abgebrochen werden. (aus Artikel Berg am Laim) In diesem Gebiet konzentrieren sich die Geschäfte.

## Denkmalgeschützte Bauwerke

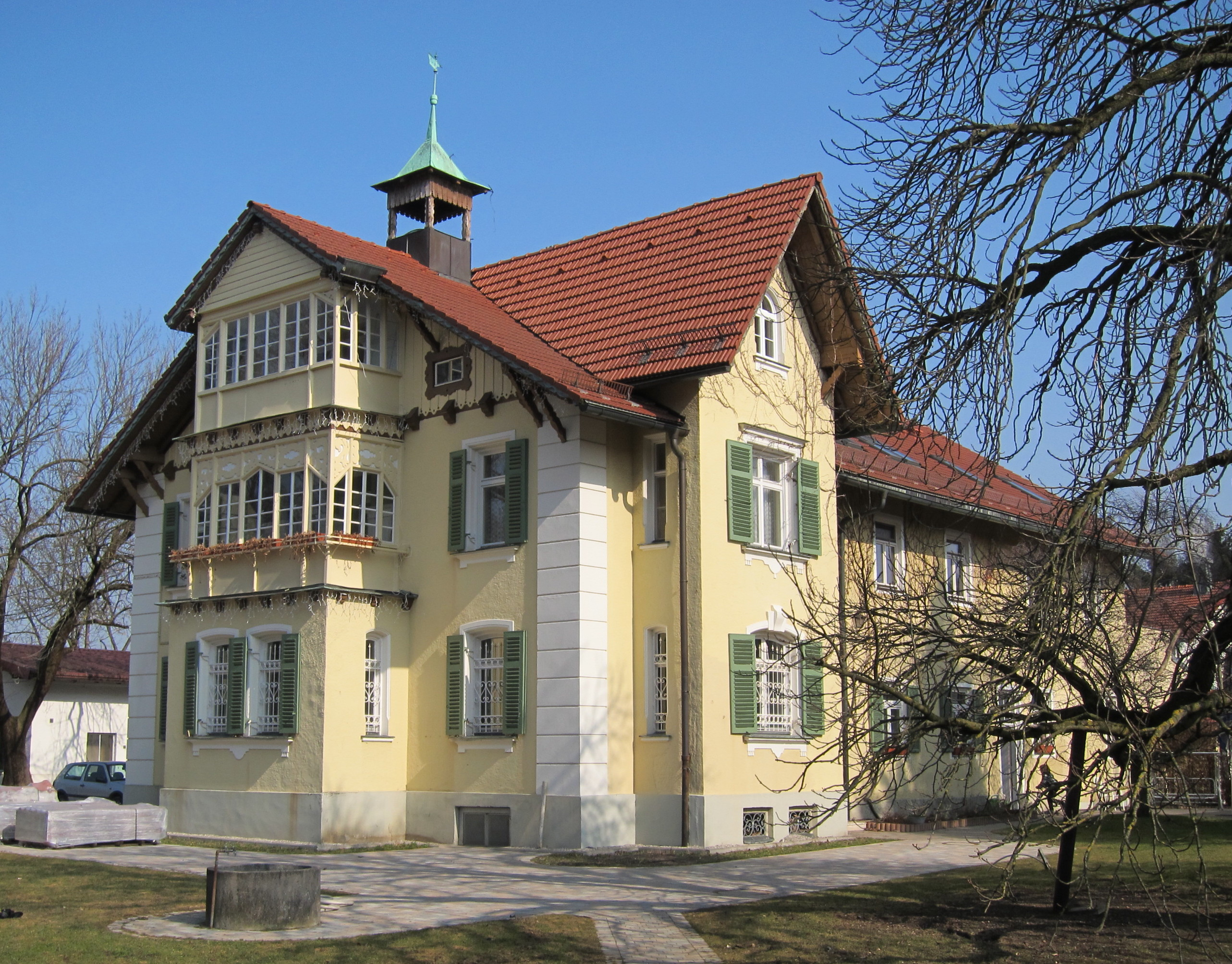
Behrvilla

- Hausnr. 25: Villa, sog. Behrvilla, zweigeschossiger Satteldachbau mit Risaliten, Holzschnitzereien und Dachreiter, Heimatstil, um 1900, zugehörig Garten, Gartenhaus und Reste der Einfriedung (Denkmalliste D-1-62-000-610)